# Anatolij Rybakov
Anatolij Rybakov (russisk: Анато́лий Миха́йлович Рыбако́в) (født 5. februar 1919 i Pugatjov i det Russiske Kejserrige, død 29. marts 1962 i Moskva i Sovjetunionen) var en sovjetisk filminstruktør.

## Filmografi
- Put slavy (Путь славы, 1948)[1][2]
- Vasilij Surikov (Василий Суриков, 1959)